# Sprengsatzfund am Bonner Hauptbahnhof 2012
Nach einem Sprengsatzfund am Bonner Hauptbahnhof am 10. Dezember 2012 kamen der Betrieb auf dem Bonner Hauptbahnhof und der Bahnverkehr rund um Bonn mehrere Stunden zum Erliegen. Nach der Entschärfung bzw. gezielten Zerstörung der unkonventionellen Spreng- und Brandvorrichtung ermittelte die Polizei wegen des Verdachts eines versuchten Bombenanschlags (§ 308 StGB). Die Ermittlungen wurden von der Bundesanwaltschaft übernommen, da vermutet wurde, dass die Tatverdächtigen aus der radikal-islamistischen Szene stammen.

## Fund und Entschärfung

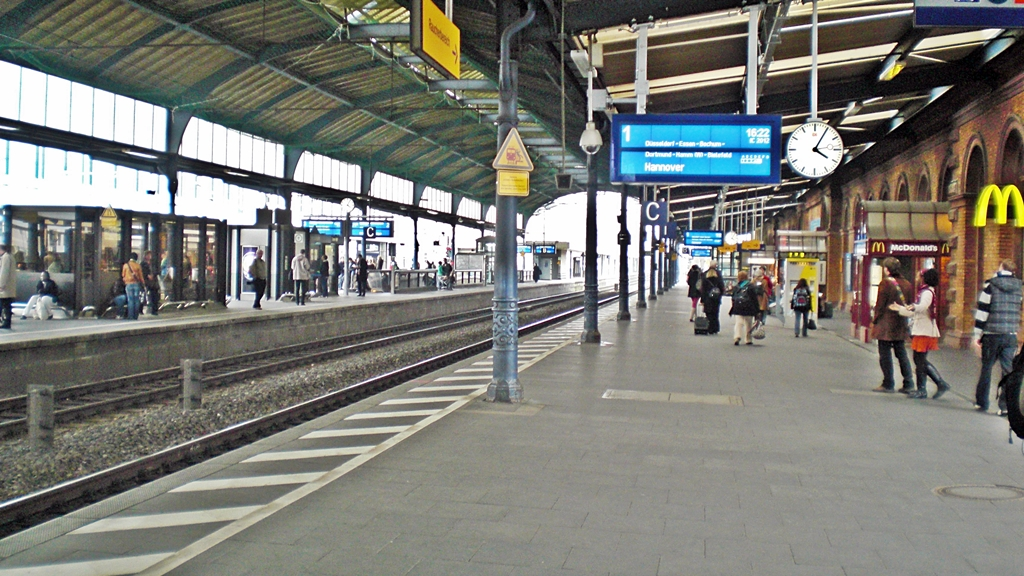
Bahnsteighalle des Bonner Hauptbahnhofes

Am Mittag des 10. Dezember 2012 entdeckte ein Reisender auf dem Hausbahnsteig (Gleis 1) des Bonner Hauptbahnhofs eine dort abgestellte, herrenlose Reisetasche und meldete das verdächtige Gepäckstück beim Personal der Deutschen Bahn. Die daraufhin alarmierte ortsansässige Bundespolizei räumte den gesamten Bahnhof, sperrte das Gebäude und die umliegenden Plätze und Straßen weiträumig ab und ließ den über den Bonner Hauptbahnhof führenden Bahnverkehr einstellen. Sprengstoffexperten der Bundespolizei öffneten durch gezielten Beschuss mit einem ferngesteuerten Spezialgerät, einem Wassergewehr, die Tasche. Sie enthielt Metallbehälter mit Pulver. Die Polizei Köln und das Landeskriminalamt Nordrhein-Westfalen untersuchten anschließend, ob diese Konstruktion potenziell gefährlich war. Personen- oder Sachschäden gab es keine.

## Ermittlungen
Die Polizei leitete eine Großfahndung ein und gab inzwischen bekannt, dass sich in der Reisetasche die Komponenten für einen als sehr gefährlich einzustufenden Sprengsatz unkonventioneller Bauart befunden hatten. Es handelte sich dabei um ein mit Ammoniumnitrat gefülltes Metallrohr in der Art einer Rohrbombe, um das vier Butangas-Kartuschen gebunden waren. Die dazugehörige Zündvorrichtung bestand aus einer Konstruktion mit einem batteriebetriebenen Wecker. Einen Tag nach dem Sprengsatzfund nahm die Polizei aufgrund von Zeugenaussagen zwei Männer aus der Bonner Salafisten-Szene in Gewahrsam, die jedoch nach kurzer Zeit als nicht tatverdächtig wieder freigelassen wurden. Der Sprengsatz sei nicht zündfähig gewesen, da der Zünder fehlte, so weitere Berichte.
Am 14. Dezember 2012 zog die Bundesanwaltschaft den Fall an sich und übernahm die Ermittlungen. Grund waren nach Angaben der Behörde belastbare Hinweise, dass die verdächtigen Personen über Verbindungen in radikal-islamische Kreise verfügen. Es gebe Anhaltspunkte, dass es sich um einen versuchten Anschlag einer terroristischen Vereinigung radikal-islamischer Prägung handele. Die Bundesanwaltschaft beauftragte das Bundeskriminalamt mit der Leitung der weiteren Ermittlungen.
Im Oktober 2013 identifizierte der Generalbundesanwalt einen der von einer Überwachungskamera aufgenommenen Täter als Marco G., einen zum Islam konvertierten Deutschen, der der Bonner Salafistenszene zugerechnet wird. Er saß bereits wegen eines geplanten Attentates auf Markus Beisicht, den Parteivorsitzenden von Pro NRW, in Haft. Bei einer Hausdurchsuchung waren in Marco G.s Wohnung Chemikalien und Waffen gefunden worden. Am Sprengsatz bzw. an der diesen enthaltenen Tasche wurden DNA-Fragmente gesichert, die G.s Lebensgefährtin und dem gemeinsamen Sohn zweifelsfrei zugeordnet werden konnten.

## Prozess
Im März 2014 wurde am Oberlandesgericht Düsseldorf Anklage gegen Marco G. und drei Komplizen wegen Mitgliedschaft in einer inländischen terroristischen Vereinigung, versuchten Mordes und des Versuchs, eine Sprengstoffexplosion herbeizuführen, erhoben. Durch die Anklageschrift wurde auch bekannt, dass beim Bombenfund der eigentliche Zünder mit Initialsprengstoff nicht gefunden wurde. Andererseits hatte der Beschuldigte in seiner Küche ein Gemisch erzeugt, das als Initialsprengstoff in Frage gekommen wäre, so dass die Staatsanwaltschaft davon ausgeht, dass die Bombe doch vollständig war.
Während des Prozesses im November 2015 wurde bekannt, dass in der Zelle von Marco G. scharfe Gegenstände, ein Handy und Gefängnispläne gefunden wurden. Daraufhin wurde er in ein anderes Gefängnis verlegt und Ermittlungen wegen Gefangenenbefreiung eingeleitet.

## Urteil
Marco G. wurde am 3. April 2017 durch das Düsseldorfer Oberlandesgericht zu lebenslanger Freiheitsstrafe verurteilt und die besondere Schwere der Schuld festgestellt. Dadurch ist nicht wie sonst bei lebenslanger Haft nach 15 Jahren eine vorzeitige Entlassung möglich, sondern es erfolgt nach 15 Jahren durch die Strafvollstreckungskammer die Festsetzung einer weiteren Mindestverbüßungszeit vor einem möglichen Antrag auf Entlassung. Seine Komplizen Enea B., Koray D. und Tayfun S. wurden zu Freiheitsstrafen zwischen neuneinhalb und zwölf Jahren verurteilt.